# 욕살
욕살(褥薩)은 고구려 때 지방 오부(五部)의 으뜸 벼슬이다.

## 개요
고구려의 지방통치조직인 대성, 중성, 소성 중 대성의 장관직이다.
고구려의 대성에는 오부(五部)가 존재했으며 각 부에는 욕살이 파견되 행정과 군사일을 관장했다.